# Залипье (Могилёвская область)
Зали́пье (бел. Заліп'е) — упразднённый посёлок, входивший в состав Ланьковского сельсовета Белыничского района Могилёвской области Белоруссии. Посёлок был упразднён в конце 2016 года.

## История
Посёлок основан в начале 1920-х годов. В нём насчитывалось 14 дворов, из которых жилых в настоящее время нет.

## География
Возле посёлка находится кладбище, а недалеко от него протекает река Чигиринка, разделяющая деревню Чигири и посёлок Залипье.

## Население
- 2010 год — 5 человек